# Филаделфия (окръг, Пенсилвания)
Вижте пояснителната страница за други значения на Филаделфия.
Окръг Филаделфия (на английски: Philadelphia County) е окръг в щата Пенсилвания, Съединени американски щати. Площта му е 370 km², а населението - 1 580 863 души (2017). Административен център е град Филаделфия.